# La Porte (Indiana)
La Porte é uma cidade localizada no condado de LaPorte no estado americano de Indiana. 

## Geografia
La Porte fica nas coordenadas 41° 36′ 28″ N, 86° 42′ 49″ O. Segundo a United States Census Bureau, La Porte possui uma superfície total de 32.04 km², das quais 30.2 km² correspondem a terra firme e 1.84 km² é de água.

## Demografia
De acordo com o censo de 2010, havia 22.053 pessoas residindo em La Porte. A densidade populacional era de 688,34 hab./km². 